# 過海隧道巴士936線
過海隧道巴士936線，是一條由九巴獨營的過海巴士路線，來往石圍角及銅鑼灣（棉花路），途經梨木樹、東北葵（石蔭、安蔭與石籬）、青山上路、長沙灣（西九龍新區，回程經荔枝角站），以及港島（上環、中環、金鐘與灣仔），取道西區海底隧道往返兩地。936線於每日上午繁忙時間尾段至中午提供前往港島服務，並於下午繁忙時間至晚間提供返回新界服務。此線由原有的336線改經西區海底隧道後更改路線編號而成，九巴宣傳936線由長沙灣前往中上環只需12分鐘；由灣仔返回長沙灣則只需35分鐘。
過海隧道巴士936A線是936線的特快班次，由原936線改組而成，來回程均不經安蔭。936A線只在星期一至六上午繁忙時間，由石圍角開往銅鑼灣（棉花路）；並在星期一至五下午繁忙時間，由銅鑼灣（棉花路）開往梨木樹。事實上，936A線目前走線本來屬於936線，近年後者服務經過多番改動，原有行車路線以主路線特別班次形式存續，後為方便乘客識別而更換編號。
過海隧道巴士936R線，由九巴獨營，由香港大球場單向開往荃灣（灣景花園）。936R線只會在香港大球場舉行大型活動後提供服務。
過海隧道巴士R936線，由九巴獨營，由石圍角單向開往維多利亞公園或舊灣仔警署，取道紅磡海底隧道。R936線只會在港島區指定長跑賽事日提供服務。R936線在新界段的走線與936A線去程班次大致相同，惟無須繞經梨木樹巴士總站及不停華員邨。

## 歷史
- 2014年6月16日：936線投入服務，於上午繁忙時間提供由梨木樹單向前往銅鑼灣（棉花路）之服務，以取代同日起永久停辦的336線[1]。
- 2015年3月21日：增設到站時間預報[2]。
- 2015年5月17日：往銅鑼灣方向，抵達菲林明道後改於灣仔碼頭公共運輸交匯處外調頭，返回原有路線，不再駛入總站，以配合港鐵沙中綫會展站工程[3]。
- 2015年7月27日：增設回程服務，只於星期一至六18:15由銅鑼灣（棉花路）開出一班車前往梨木樹[4][5][6]。
- 2016年1月17日：R936線首次開辦[7]。
- 2017年12月4日：936線延長服務時間及增設假日服務[8][9]：
  - 由梨木樹開出的尾班車延至10:00，由銅鑼灣開出的尾班車延至20:00；
    - 往銅鑼灣方向，除星期一至六07:30-08:00開出的班次外，其餘班次均繞經安蔭及長沙灣一帶，不再經西九龍走廊，並增設大白田街「石蔭東邨」、石排街「安蔭邨豐蔭樓」、「安蔭巴士總站」、青山公路－葵涌段「石英徑」、「鐘山台」、蝴蝶谷道「蝴蝶谷新村」、「甘泉街」及興華街西「碧海藍天」站，不停石排街「石籬邨石俊樓」站；以及
    - 往梨木樹方向，除星期一至五18:15開出的班次外，其餘班次均繞經安蔭一帶，不再經大隴街至大白田街之間的一段和宜合道，並增設興華街西「碧海藍天」、長沙灣道「荔枝角站」、「石籬（大隴街）巴士總站」、石排街「石籬邨石佳樓」、「石籬天主教小學」、「石排街石歡樓」、大白田街「裘錦秋中學」、「石蔭東邨」及石蔭路「北葵涌街市」站，取代和宜合道「石宜路」及「藍田街」站。
- 2018年10月22日：936線服務重組及延長服務時間[10]：
  - 936線經安蔭班次伸延至石圍角；
    - 往銅鑼灣方向增設二陂圳路「東普陀」、三棟屋路「三棟屋村」及和宜合道「可風中學」；
    - 往石圍角方向改經葵涌道，不經青山上路，並增設青山公路－葵涌段「屏麗徑」、和宜合道「梨木樹邨」、「可風中學」、三棟屋路「三棟屋村」及二陂圳路「海壩村」，取消青山道「饒宗頤文化館」、青山公路－葵涌段「鐘山台」、「華員邨」、「業成街」及「梨木樹巴士總站」；

  - 由石圍角開出的尾班車延至12:00，由銅鑼灣開出的尾班車延至22:00[11]；
  - 936線不經安蔭班次改稱為936A線，07:20、08:00開出的班次延至由石圍角開出，經梨木樹；07:15、07:35、07:55開出的班次則維持由梨木樹開出；往梨木樹方向改經葵涌道，不經青山上路[12]；以及
  - 增設936線由蝴蝶谷新村往銅鑼灣及兩線由碧海藍天往石圍角／梨木樹的分段收費，原本由饒宗頤文化館起實施的分段收費改為於屏麗徑實施[13][14]。
- 2019年4月7日：936及936A線往石圍角／梨木樹方向，加停興華街西「海盈邨」站，原本由碧海藍天起實施的分段收費改為於前者實施[15]。
- 2020年5月24日：936A線往銅鑼灣方向，抵達荔枝角道後改經通州街、興華街西、連翔道，返回西九龍公路及原有路線，以配合中九龍幹線工程[16][17][18]。
- 2020年11月30日：936A線往銅鑼灣方向，加停興華街西「碧海藍天」站，並於該站增設分段收費[19]。
- 2021年8月30日：936及936A線往石圍角／梨木樹方向，再次改經青山上路，不經葵涌道，並重新增設青山道「饒宗頤文化館」、青山公路－葵涌段「鐘山台」、「華員邨」、「業成街」，取消青山公路－葵涌段「屏麗徑」，原本由屏麗徑起實施的分段收費改為於打磚坪街實施[20]。
- 2022年5月14日：936及936A線往銅鑼灣方向，抵達告士打道後繞經杜老誌道及港灣道，返回菲林明道南行及原有路線，並增設港灣道「灣景中心大廈」站，以配合會展站啟用[21]。
- 2023年3月31日：936R線首次提供服務，以配合香港大球場舉行「香港國際七人欖球賽2023」[22]。
- 2023年6月26日：936A線早上所有班次統一由石圍角開出，開出時間調整為07:05、07:20、07:35、07:50、08:05[23]。
- 2024年3月25日：936A線星期一至五由石圍角開出班次增至6班，開出時間調整為07:00、07:12、07:25、07:37、07:50及08:05[24]。
- 2025年6月2日：936及936A線往石圍角方向，加停長沙灣道「興華街」站[25]。

## 服務時間及班次
936
| 石圍角開         | 石圍角開    | 石圍角開     | 銅鑼灣（棉花路）開   | 銅鑼灣（棉花路）開 | 銅鑼灣（棉花路）開 |
| 日期             | 服務時間    | 班次（分鐘） | 日期                 | 服務時間           | 班次（分鐘）       |
| ---------------- | ----------- | ------------ | -------------------- | ------------------ | ------------------ |
| 星期一至六       | 08:20-10:00 | 20           | 星期一至五           | 16:00-17:00        | 30                 |
| 星期一至六       | 10:00-12:00 | 30           | 星期一至五           | 17:00-17:25        | 25                 |
|                  |             |              | 星期一至五           | 17:25-18:25        | 20                 |
| 18:25-19:10      | 15          |              | 星期一至五           |                    |                    |
| 19:10-20:00      | 25          |              | 星期一至五           |                    |                    |
| 星期日及公眾假期 | 07:00-08:00 | 30           | 星期一至五           | 20:00-22:00        | 30                 |
| 星期日及公眾假期 | 08:00-10:00 | 20           | 星期六、日及公眾假期 | 16:00-20:00        | 20                 |
| 星期日及公眾假期 | 10:00-12:00 | 30           | 星期六、日及公眾假期 | 20:00-22:00        | 30                 |

936A
- 石圍角開
  - 星期一至五：07:00、07:12、07:25、07:37、07:50、08:05
  - 星期六：07:05、07:20、07:35、07:50、08:05
- 銅鑼灣（棉花路）開
  - 星期一至五：18:15

星期日及公眾假期不設服務
936R
- 香港大球場開
  - 香港大球場舉行大型活動後開出

R936
- 石圍角開
  - 港島區指定長跑賽事日開出

## 收費
936（A）
全程：$20.6
- 蝴蝶谷新村（936）／碧海藍天（936A）往銅鑼灣：$13.9
- 西區海底隧道轉車站往銅鑼灣：$11.4
- 港澳碼頭往銅鑼灣：$6.7
- 西區海底隧道轉車站往石圍角（936）／梨木樹（936A）：$11.2
- 海盈邨往石圍角（936）／梨木樹（936A）：$6.8
- 打磚坪街往石圍角（936）／梨木樹（936A）：$6.1

936R
全程：$26.9
R936
全程：$29.0
| - 本線設有12歲以下小童及65歲或以上長者半價優惠。 - 65歲或以上香港居民使用「樂悠咭」，以及12歲以下合資格殘疾兒童使用「殘疾人士身份」個人八達通繳付車資，均可享有每程$2.0或半價（以較低者為準）的票價優惠；12至64歲合資格殘疾人士使用「殘疾人士身份」個人八達通（包括「樂悠咭」），以及60至64歲香港居民使用「樂悠咭」繳付車資，均可享有每程$2.0或全費（以較低者為準）的票價優惠。 - 65歲或以上長者如使用長者或一般個人八達通繳付車資，則只可享有半價優惠；12至64歲合資格殘疾人士如不使用「殘疾人士身份」個人八達通，以及60至64歲人士如不使用「樂悠咭」繳付車資，必須繳付全費。 - 乘客可以現金或八達通於上車時付款，不設找續。 - 每位成人乘客可免費攜帶最多兩名4歲以下而不佔座位的兒童乘客乘車，超額之4歲以下小童必須繳付小童車費乘車。 - 持有「九巴月票」之乘客在車票有效期內，每日可享最多10程任何九龍巴士及龍運巴士路線（包括本路線，以及聯營路線的九龍巴士／龍運巴士提供的班次；惟乘搭機場「A」及「NA」線則可享原價二七折優惠（不會計算每天10次合資格車程））；而B1線則每日可享最多各2程（不會計算每天10次合資格車程）。 - 九龍巴士、城巴、龍運巴士及陽光巴士全職員工及家屬（不包括外判職員）可免費乘搭本路線，惟必須拍職員或職員家屬八達通。 - 乘客亦可透過多元化電子支付系統（e度嘟）繳付車資，包括使用非接觸式VISA卡、JCB卡、萬事達卡、銀聯卡、美國運通、大來國際、Discover Card、Apple Pay、Google Pay、Samsung Pay、AlipayHK「易乘碼」、支付寶、WeChatHK／微信支付「搭車碼」、銀聯雲閃付「乘車碼」及BOC Pay「乘車碼」。乘客使用此付款方式，使用此支付方式的乘客可享有中途下車之分段收費，以及與其他九巴／龍運獨營路線或聯營線九巴／龍運班次之轉乘優惠，惟不適用於與非九巴／龍運路線之轉乘優惠，亦不能享有「公共交通費用補貼計劃」及「長者及合資格殘疾人士公共交通票價優惠計劃」。 |

### 八達通轉乘優惠
乘客登上本線後指定時間內以同一張八達通卡轉乘以下路線，或從以下路線登車後指定時間內以同一張八達通卡轉乘本線，次程可獲車資折扣優惠：
| 九巴與進智公交轉乘優惠計劃路線資料 | 九巴與進智公交轉乘優惠計劃路線資料 | 九巴與進智公交轉乘優惠計劃路線資料 | 九巴與進智公交轉乘優惠計劃路線資料 | 九巴與進智公交轉乘優惠計劃路線資料 | 九巴與進智公交轉乘優惠計劃路線資料 |
| 第一程路線 | 方向                               | 第二程路線 | 方向                               | 第二程折扣額                       | 時限                               |
| --- | ---------------------------------- | --- | ---------------------------------- | ---------------------------------- | ---------------------------------- |
| 108、373、603、603A、603S、 613、613A、673、673P、900、 934、934A、935、936、936A、 960、960C、960P、960S、960X、 961、961P、968、968A、968X、 978、978A、978B、P960、P968 | 往港島                             | 港島專綫小巴路線 4A、4B、4C、4M、4S、 5、5M、8、8X、10、 10P、31、31X、35M、39C、 39M、39S、40、40X、45A、 45S、51、51A、51S、52、 54、54M、54S、55、56、 56A、56B、58、58A、58M、 59、59A、59B、63、63A、 66、66A、68、69、69A、69X | 不限                               | $1.0                               | 180分鐘                            |
| 港島專綫小巴路線 4A、4B、4C、4M、4S、 5、5M、8、8X、10、 10P、31、31X、35M、39C、 39M、39S、40、40X、45A、 45S、51、51A、51S、52、 54、54M、54S、55、56、 56A、56B、58、58A、58M、 59、59A、59B、63、63A、 66、66A、68、69、69A、69X | 不限                               | 108、373、603、603A、603P、 613、673、900、934、934A、 935、936、936A、 960、960A、960B、 961、968、968X、 978、978A、P960、P968 | 往九龍／新界                       | $1.0                               | 180分鐘                            |
| 注意事項： - 乘客須使用同一張八達通卡享用以上轉乘優惠。 - 乘客可於任何能夠接駁第二程路線的巴士站／小巴站享用以上轉乘優惠。 - 使用九巴月票之乘客，往港島方向乘搭九巴後轉乘進智公交同樣可獲轉乘優惠，但從港島乘搭進智公交轉乘九巴往九龍則不會獲回贈優惠。（同一天內超過10程九巴路線，轉乘優惠繼續適用。） - 轉乘優惠不適用於小巴之通宵服務。 - 轉乘優惠不適用於十二歲以下小童及六十五歲或以上之長者，或已享有長者及合資格殘疾人士公共交通票價優惠計劃的乘客。 - 此計劃有效期為2017年7月1日至2022年6月30日。 - 詳情請參閱條目「九巴與進智公交轉乘優惠計劃」，或九巴之宣傳海報。編輯 |                                    | |                                    |                                    |                                    |

## 使用車輛
現時936及936A線共獲派9輛亞歷山大丹尼士Enviro 500 MMC 12米（ATENU）雙層巴士行走，均屬荔枝角車廠。
936A線由36B、243M及936線抽調用車行走，主要使用亞歷山大丹尼士Enviro 500 MMC 12米（ATENU）或富豪B9TL 12米（AVBWU）。抽調自前兩者的用車會行走由銅鑼灣開出之班次，而從936線抽調的用車則會行走由石圍角開出之班次。除了使用本身獲派的雙層巴士之外，936線亦有從36B、243M、934及948線抽調的亞歷山大丹尼士Enviro500 MMC 12米（ATENU）及富豪B9TL 12米（AVBWU）柯打至本線行走。反之，本線用車於服務時間以外亦會柯打至35A、36M、38、102、112及118線行走。
| 車隊編號  | 車牌   |
| --------- | ------ |
| ATENU568  | TL9027 |
| ATENU659  | TP3105 |
| ATENU681  | TP7999 |
| ATENU1220 | US1730 |
| ATENU1222 | US2779 |
| ATENU1572 | VS2699 |
| ATENU1573 | VS2805 |
| ATENU1582 | VS3884 |
| ATENU1593 | VS3942 |

## 行車路線
936
- 石圍角開經：石圍角路、二陂圳路、三棟屋路、和宜合交匯處、和宜合道、梨木樹公共運輸交匯處、和宜合道、梨木道、大白田街、石排街、安足街、安蔭巴士總站、安足街、石排街、大白田街、童子街、石蔭路、石宜路、和宜合道、大隴街、石籬（大隴街）巴士總站、大隴街、和宜合道、青山公路－葵涌段、蝴蝶谷道、荔枝角道、通州街、興華街西、連翔道、西九龍公路、西區海底隧道、干諾道西、干諾道中、民吉街、統一碼頭道、民吉街、干諾道中、夏慤道、告士打道、杜老誌道、港灣道、菲林明道、軒尼詩道、怡和街、高士威道、銅鑼灣道、東院道、加路連山道及棉花路。

- 銅鑼灣（棉花路）開經：棉花路、東院道、銅鑼灣道、摩頓臺、高士威道、伊榮街、邊寧頓街、怡和街、軒尼詩道、金鐘道、德輔道中、摩利臣街、干諾道中、干諾道西、西區海底隧道、西九龍公路、連翔道、興華街西（南行）、迴旋處、興華街西（北行）、興華街、長沙灣道、天橋、青山道、青山公路－葵涌段、和宜合道、大隴街、石籬（大隴街）巴士總站、大隴街、圍乪街、石排街、大白田街、梨木道、童子街、石蔭路、石蔭巴士總站、石蔭路、童子街、梨木道、和宜合道、和宜合交匯處、三棟屋路、二陂圳路及石圍角路。

936A
- 石圍角開經：石圍角路、二陂圳路、三棟屋路、和宜合交匯處、和宜合道、梨木樹公共運輸交匯處、和宜合道、梨木道、童子街、石蔭路、石宜路、和宜合道、大隴街、石籬（大隴街）巴士總站、大隴街、圍乪街、石排街、青山公路－葵涌段、蝴蝶谷道、荔枝角道、通州街、興華街西、連翔道、西九龍公路、西區海底隧道、干諾道西、干諾道中、民吉街、統一碼頭道、民吉街、干諾道中、夏慤道、告士打道、杜老誌道、港灣道、菲林明道、軒尼詩道、怡和街、高士威道、銅鑼灣道、東院道、加路連山道及棉花路。

- 銅鑼灣（棉花路）開經：棉花路、東院道、銅鑼灣道、摩頓臺、高士威道、伊榮街、邊寧頓街、怡和街、軒尼詩道、金鐘道、德輔道中、摩利臣街、干諾道中、干諾道西、西區海底隧道、西九龍公路、連翔道、興華街西（南行）、迴旋處、興華街西（北行）、興華街、長沙灣道、天橋、青山道、青山公路－葵涌段及和宜合道。

936R
- 香港大球場開經：銅鑼灣道、摩頓台、大坑道天橋、告士打道、夏慤道、夏慤道天橋、干諾道中、畢打街隧道、干諾道中、林士街天橋、干諾道西天橋、西區海底隧道、西九龍公路、連翔道、興華街西（南行）、迴旋處、興華街西（北行）、興華街、長沙灣道、天橋、青山道、青山公路－葵涌段、和宜合道、大隴街、石籬（大隴街）巴士總站、大隴街、圍乪街、石排街、大白田街、梨木道、童子街、石蔭路、石蔭巴士總站、石蔭路、童子街、梨木道、和宜合道、和宜合交匯處、三棟屋路、二陂圳路、石圍角路、蕙荃路、廟崗街、城門道、青山公路－荃灣段、海興路、海安路、麗志路及青山公路－荃灣段。

R936
- 石圍角開經：石圍角路、二陂圳路、三棟屋路、和宜合交匯處、和宜合道、梨木道、童子街、石蔭路、石宜路、和宜合道、大隴街、石籬（大隴街）巴士總站、大隴街、圍乪街、石排街、青山公路－葵涌段、蝴蝶谷道、荔枝角道、西九龍走廊、天橋、渡船街、加士居道天橋、漆咸道南、康莊道、海底隧道、#（及告士打道。）／&（堅拿道天橋、堅拿道東、禮頓道、邊寧頓街、怡和街及高士威道。）

#：灣仔為終點站所途經街道
&：銅鑼灣為終點站所途經街道

### 沿線車站

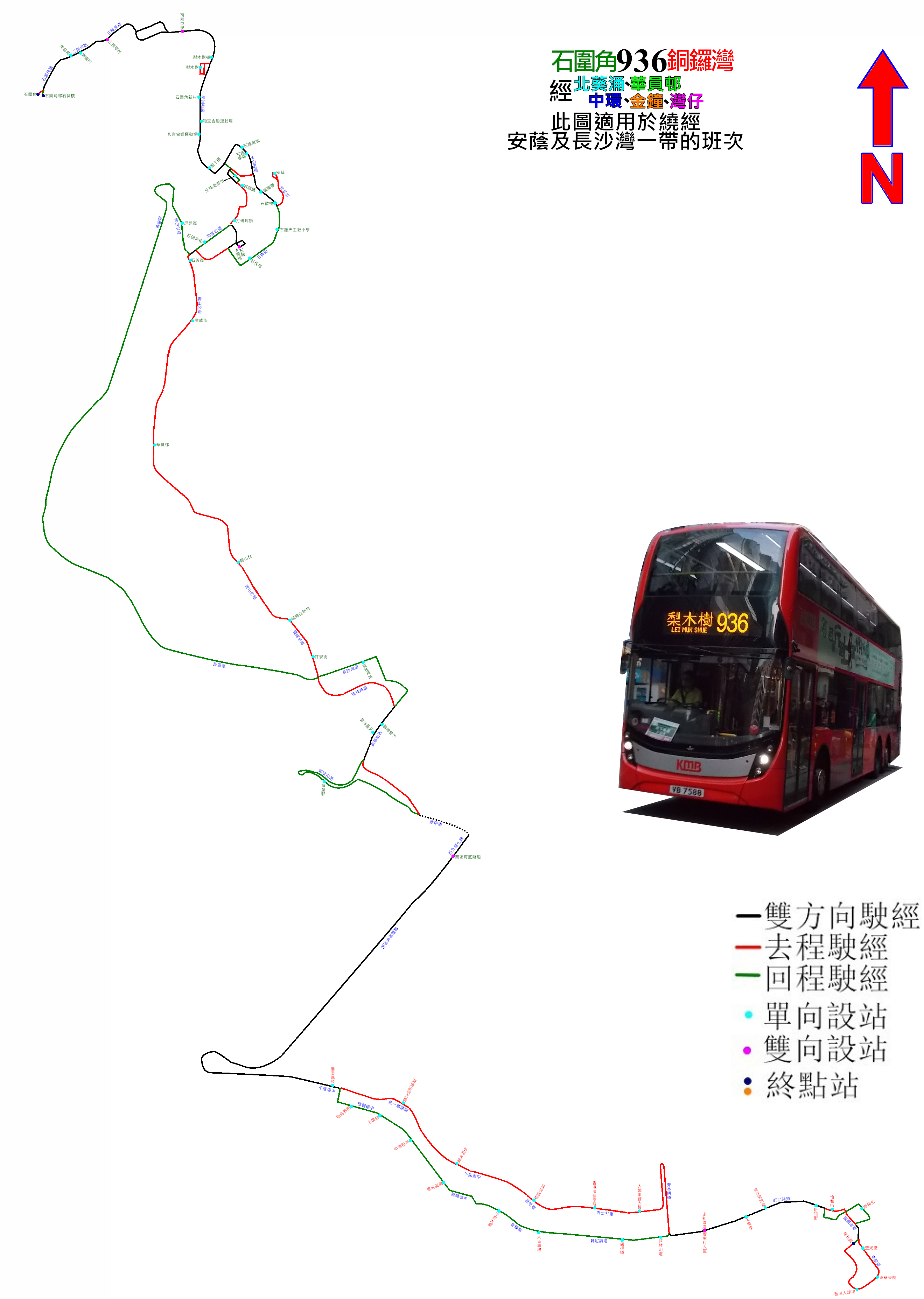
936線的走線圖

936
| 石圍角開 | 石圍角開                 | 石圍角開                 | 銅鑼灣（棉花路）開 | 銅鑼灣（棉花路）開       | 銅鑼灣（棉花路）開       |
| 序號     | 車站名稱                 | 位置                     | 序號               | 車站名稱                 | 位置                     |
| -------- | ------------------------ | ------------------------ | ------------------ | ------------------------ | ------------------------ |
| 1        | 石圍角巴士總站           | 石圍角巴士總站           | 1                  | 銅鑼灣（棉花路）巴士總站 | 銅鑼灣（棉花路）巴士總站 |
| 2        | 東普陀                   | 二陂圳路                 | 2                  | 摩頓臺                   | 摩頓臺                   |
| 3        | 三棟屋村                 | 三棟屋路                 | 3                  | 怡和街                   | 怡和街                   |
| 4        | 可風中學                 | 和宜合道                 | 4                  | 天樂里                   | 軒尼詩道                 |
| 5        | 梨木樹巴士總站           | 梨木樹公共運輸交匯處     | 5                  | 廣生行大廈               | 軒尼詩道                 |
| 6        | 和宜合道運動場           | 和宜合道                 | 6                  | 菲林明道                 | 軒尼詩道                 |
| 7        | 梨木道                   | 和宜合道                 | 7                  | 盧押道                   | 軒尼詩道                 |
| 8        | 石蔭東邨                 | 大白田街                 | 8                  | 太古廣場（A3）           | 金鐘道                   |
| 9        | 安蔭邨豐蔭樓             | 石排街                   | 9                  | 中銀大廈                 | 金鐘道                   |
| 10       | 安蔭巴士總站             | 安蔭巴士總站             | 10                 | 置地廣場                 | 德輔道中                 |
| 11       | 石蔭路                   | 石蔭路                   | 11                 | 中環街市                 | 德輔道中                 |
| 12       | 打磚坪街                 | 和宜合道                 | 12                 | 上環站                   | 德輔道中                 |
| 13       | 石籬（大隴街）巴士總站   | 石籬（大隴街）巴士總站   | 13                 | 急庇利街                 | 德輔道中                 |
| 14       | 石英徑                   | 青山公路－葵涌段         | 14                 | 西隧轉車站（B4）         | 西區海底隧道             |
| 15       | 業成街                   | 青山公路－葵涌段         | 15                 | 海盈邨                   | 興華街西                 |
| 16       | 華員邨                   | 青山公路－葵涌段         | 16                 | 碧海藍天                 | 興華街西                 |
| 17       | 鐘山台                   | 青山公路－葵涌段         | 17                 | 興華街（X28）            | 長沙灣道                 |
| 18       | 蝴蝶谷新村               | 蝴蝶谷道                 | 18                 | 荔枝角站（X37）          | 長沙灣道                 |
| 19       | 甘泉街                   | 蝴蝶谷道                 | 19                 | 饒宗頤文化館             | 青山道                   |
| 20       | 碧海藍天                 | 興華街西                 | 20                 | 鐘山台                   | 青山公路－葵涌段         |
| 21       | 西隧轉車站（A2）         | 西區海底隧道             | 21                 | 華員邨                   | 青山公路－葵涌段         |
| 22       | 港澳碼頭                 | 干諾道西                 | 22                 | 業成街                   | 青山公路－葵涌段         |
| 23       | 海港政府大樓             | 統一碼頭道               | 23                 | 打磚坪街                 | 和宜合道                 |
| 24       | 怡和大廈                 | 干諾道中                 | 24                 | 石籬（大隴街）巴士總站   | 石籬（大隴街）巴士總站   |
| 25       | 政府總部（D1）           | 夏慤道                   | 25                 | 石籬邨石佳樓             | 石排街                   |
| 26       | 香港演藝學院             | 告士打道                 | 26                 | 石籬天主教小學           | 石排街                   |
| 27       | 入境事務大樓             | 告士打道                 | 27                 | 石排街石歡樓             | 石排街                   |
| 28       | 灣景中心大廈             | 港灣道                   | 28                 | 裘錦秋中學               | 大白田街                 |
| 29       | 史釗域道                 | 軒尼詩道                 | 29                 | 石蔭東邨                 | 大白田街                 |
| 30       | 灣仔消防局               | 軒尼詩道                 | 30                 | 北葵涌街市               | 石蔭路                   |
| 31       | 怡和街                   | 怡和街                   | 31                 | 和宜合道運動場           | 和宜合道                 |
| 32       | 聖光堂                   | 東院道                   | 32                 | 石圍角新村               | 和宜合道                 |
| 33       | 東華東院                 | 東院道                   | 33                 | 梨木樹邨                 | 和宜合道                 |
| 34       | 香港大球場               | 東院道                   | 34                 | 可風中學                 | 和宜合道                 |
| 35       | 銅鑼灣（棉花路）巴士總站 | 銅鑼灣（棉花路）巴士總站 | 35                 | 三棟屋村                 | 三棟屋路                 |
|          |                          |                          | 36                 | 海壩村                   | 二陂圳路                 |
|          |                          |                          | 37                 | 石圍角邨石葵樓           | 石圍角路                 |

936A
| 石圍角開 | 石圍角開                 | 石圍角開                 | 銅鑼灣（棉花路）開 | 銅鑼灣（棉花路）開       | 銅鑼灣（棉花路）開       |
| 序號     | 車站名稱                 | 位置                     | 序號               | 車站名稱                 | 位置                     |
| -------- | ------------------------ | ------------------------ | ------------------ | ------------------------ | ------------------------ |
| 1        | 石圍角巴士總站           | 石圍角巴士總站           | 1                  | 銅鑼灣（棉花路）巴士總站 | 銅鑼灣（棉花路）巴士總站 |
| 2        | 東普陀                   | 二陂圳路                 | 2                  | 摩頓臺                   | 摩頓臺                   |
| 3        | 三棟屋村                 | 三棟屋路                 | 3                  | 怡和街                   | 怡和街                   |
| 4        | 可風中學                 | 和宜合道                 | 4                  | 天樂里                   | 軒尼詩道                 |
| 5        | 梨木樹巴士總站           | 梨木樹公共運輸交匯處     | 5                  | 廣生行大廈               | 軒尼詩道                 |
| 6        | 和宜合道運動場           | 和宜合道                 | 6                  | 菲林明道                 | 軒尼詩道                 |
| 7        | 梨木道                   | 和宜合道                 | 7                  | 盧押道                   | 軒尼詩道                 |
| 8        | 石蔭路                   | 石蔭路                   | 8                  | 太古廣場（A3）           | 金鐘道                   |
| 9        | 打磚坪街                 | 和宜合道                 | 9                  | 中銀大廈                 | 金鐘道                   |
| 10       | 石籬（大隴街）巴士總站   | 石籬（大隴街）巴士總站   | 10                 | 置地廣場                 | 德輔道中                 |
| 11       | 石籬邨石俊樓             | 石排街                   | 11                 | 中環街市                 | 德輔道中                 |
| 12       | 業成街                   | 青山公路－葵涌段         | 12                 | 上環站                   | 德輔道中                 |
| 13       | 華員邨                   | 青山公路－葵涌段         | 13                 | 急庇利街                 | 德輔道中                 |
| 14       | 碧海藍天                 | 興華街西                 | 14                 | 西隧轉車站（B4）         | 西區海底隧道             |
| 15       | 西隧轉車站（A2）         | 西區海底隧道             | 15                 | 海盈邨                   | 興華街西                 |
| 16       | 港澳碼頭                 | 干諾道西                 | 16                 | 碧海藍天                 | 興華街西                 |
| 17       | 海港政府大樓             | 統一碼頭道               | 17                 | 興華街（X28）            | 長沙灣道                 |
| 18       | 怡和大廈                 | 干諾道中                 | 18                 | 荔枝角站（X37）          | 長沙灣道                 |
| 19       | 政府總部（D1）           | 夏慤道                   | 19                 | 饒宗頤文化館             | 青山道                   |
| 20       | 香港演藝學院             | 告士打道                 | 20                 | 鐘山台                   | 青山公路－葵涌段         |
| 21       | 入境事務大樓             | 告士打道                 | 21                 | 華員邨                   | 青山公路－葵涌段         |
| 22       | 灣景中心大廈             | 港灣道                   | 22                 | 業成街                   | 青山公路－葵涌段         |
| 23       | 史釗域道                 | 軒尼詩道                 | 23                 | 打磚坪街                 | 和宜合道                 |
| 24       | 灣仔消防局               | 軒尼詩道                 | 24                 | 石宜路                   | 和宜合道                 |
| 25       | 怡和街                   | 怡和街                   | 25                 | 藍田街                   | 和宜合道                 |
| 26       | 聖光堂                   | 東院道                   | 26                 | 和宜合道運動場           | 和宜合道                 |
| 27       | 東華東院                 | 東院道                   | 27                 | 石圍角新村               | 和宜合道                 |
| 28       | 香港大球場               | 東院道                   | 28                 | 梨木樹巴士總站           | 梨木樹公共運輸交匯處     |
| 29       | 銅鑼灣（棉花路）巴士總站 | 銅鑼灣（棉花路）巴士總站 |                    |                          |                          |

936R
| 香港大球場開                                                                           | 香港大球場開           | 香港大球場開           |
| 序號                                                                                   | 車站名稱               | 位置                   |
| -------------------------------------------------------------------------------------- | ---------------------- | ---------------------- |
| 1                                                                                      | 香港大球場             | 銅鑼灣道               |
| 大坑道天橋、告士打道、夏慤道天橋、畢打街隧道； 林士街天橋、干諾道西天橋； 西區海底隧道 |                        |                        |
| 2                                                                                      | 西隧轉車站（B4）       | 西區海底隧道           |
| 3                                                                                      | 海盈邨                 | 興華街西               |
| 4                                                                                      | 碧海藍天               | 興華街西               |
| 5                                                                                      | 荔枝角站               | 長沙灣道               |
| 6                                                                                      | 饒宗頤文化館           | 青山道                 |
| 7                                                                                      | 鐘山台                 | 青山公路－葵涌段       |
| 8                                                                                      | 華員邨                 | 青山公路－葵涌段       |
| 9                                                                                      | 業成街                 | 青山公路－葵涌段       |
| 10                                                                                     | 打磚坪街               | 和宜合道               |
| 11                                                                                     | 石籬（大隴街）巴士總站 | 石籬（大隴街）巴士總站 |
| 12                                                                                     | 石籬邨石佳樓           | 石排街                 |
| 13                                                                                     | 石籬天主教小學         | 石排街                 |
| 14                                                                                     | 石排街石歡樓           | 石排街                 |
| 15                                                                                     | 裘錦秋中學             | 大白田街               |
| 16                                                                                     | 石蔭東邨               | 大白田街               |
| 17                                                                                     | 北葵涌街市             | 石蔭路                 |
| 18                                                                                     | 和宜合道運動場         | 和宜合道               |
| 19                                                                                     | 石圍角新村             | 和宜合道               |
| 20                                                                                     | 梨木樹邨               | 和宜合道               |
| 21                                                                                     | 可風中學               | 和宜合道               |
| 22                                                                                     | 三棟屋村               | 三棟屋路               |
| 23                                                                                     | 海壩村                 | 二陂圳路               |
| 24                                                                                     | 石圍角邨石葵樓         | 石圍角路               |
| 25                                                                                     | 石圍角邨石荷樓         | 石圍角路               |
| 26                                                                                     | 蕙荃體育館             | 蕙荃路                 |
| 27                                                                                     | 眾安街                 | 青山公路－荃灣段       |
| 28                                                                                     | 建明街                 | 青山公路－荃灣段       |
| 29                                                                                     | 福來邨永康樓           | 青山公路－荃灣段       |
| 30                                                                                     | 荃景圍天橋             | 青山公路－荃灣段       |
| 31                                                                                     | 柴灣角街               | 青山公路－荃灣段       |
| 32                                                                                     | 麗城花園第三期         | 麗志路                 |
| 33                                                                                     | 灣景花園巴士總站       | 灣景花園巴士總站       |

R936
| 石圍角開                     | 石圍角開               | 石圍角開               |
| 序號                         | 車站名稱               | 位置                   |
| ---------------------------- | ---------------------- | ---------------------- |
| 1                            | 石圍角巴士總站         | 石圍角巴士總站         |
| 2                            | 東普陀                 | 二陂圳路               |
| 3                            | 三棟屋村               | 三棟屋路               |
| 4                            | 可風中學               | 和宜合道               |
| 5                            | 梨木樹邨               | 和宜合道               |
| 6                            | 和宜合道運動場         | 和宜合道               |
| 7                            | 梨木道                 | 和宜合道               |
| 8                            | 石蔭路                 | 石蔭路                 |
| 9                            | 打磚坪街               | 和宜合道               |
| 10                           | 石籬（大隴街）巴士總站 | 石籬（大隴街）巴士總站 |
| 11                           | 石籬邨石俊樓           | 石排街                 |
| 12                           | 業成街                 | 青山公路－葵涌段       |
| 西九龍走廊、渡船街、加士居道 |                        |                        |
| 13                           | 紅隧轉車站             | 康莊道                 |
| 海底隧道                     |                        |                        |
| #                            | 舊灣仔警署             | 告士打道               |
| &                            | 邊寧頓街               | 邊寧頓街               |
| &                            | 維多利亞公園           | 高士威道               |

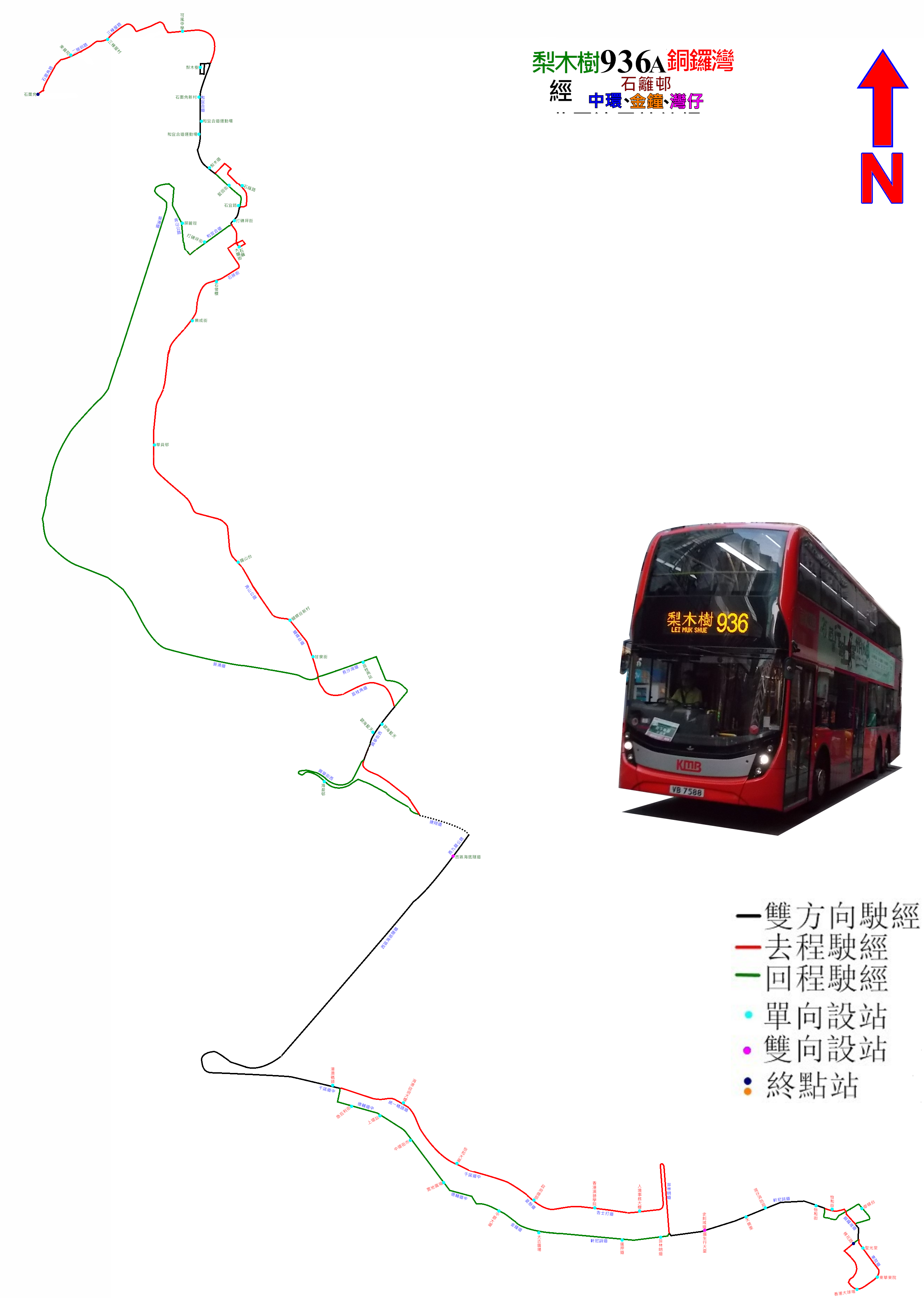
936A線的走線圖

- R936線往灣仔班次停1至13號及有#號之車站。
- R936線往銅鑼灣班次停1至13號及有&號之車站。

## 客量
936線取道西區海底隧道，較昔日的336線更快到達港島，故此客量在開線初期十分不俗。根據九巴在《2015-2016年度葵青區巴士路線計劃建議／意見》的回應，936線於增設回程之前，載客量約為70%。增加回程服務後，本線載客量提升至75%。直至《2017-2018年度葵青區巴士路線計劃》，運輸署提出延長936線服務時間，並增設假日服務和繞經安蔭、長沙灣（荔枝角站、西九龍新區），以加強935線的東北葵涌的客源。
由於936線的客量持續上升，加上石圍角邨缺乏過海巴士服務，因此運輸署與九巴於《2018-2019年度荃灣區巴士路線計劃》中，建議增設936A線（來回不經安蔭，往港島方向不經長沙灣），並將兩線均伸延至石圍角，亦建議往新界方向改經葵涌道。然而，遷移總站計劃遭梨木樹東區議員陳琬琛以及梨木樹西區議員黃家華反對，並建議另行增設932線以服務石圍角的過海乘客。運輸署認為936線可以綜合往來石圍角、梨木樹、安蔭、石蔭、石籬的過海巴士服務，最終運輸署決定把建議稍作修改：936A線星期一至六上午其中兩班會由石圍角開出、餘下三班則維持由梨木樹開出，而星期一至五下午由銅鑼灣開出的班次亦保留以梨木樹為總站；至於936線就維持最初建議，將總站遷至石圍角。
現時，936A線往港島的頭班車經常全車爆滿，而後面的幾班車亦可以滿座。至於936線加經安蔭及長沙灣後，令行車時間變得冗長（高達90分鐘），整體車程較乘搭九巴31M／32M／36M／235M線轉乘港鐵荃灣綫／東涌綫慢。導致部分石圍角、梨木樹以至東北葵居民均對936線敬而遠之，寧願選擇坐巴士再轉搭港鐵往返港島，因此該線路在加經上述地區後客量已不像過往一樣如此高。相反，在西九龍新區因為走線直接的關係，反而吸納不少客源。深水埗區議會荔枝角中選區議員袁海文認為，本線於長沙灣一段能夠與港鐵作競爭，促請九巴盡快落實936線全日服務。

## 爭議

### 走線嚴重繞路
2024年12月6日，HOY TV節目《一線搜查》報道本線走線嚴重繞路，「兜足廿個站未到西九龍」為「荃灣區最伏巴士線」。荃灣區議員馮卓森指走畢全程需時96分鐘，這個時間足夠搭乘港鐵一來一回荃灣和銅鑼灣，對通勤乘客沒有吸引力，提議分拆路線以分別服務荃灣東北和東北葵乘客，但運輸署表示客量不足以分拆路線，分拆路線不能維持現有服務水平。

### 長沙灣設站增車程時間
由於青山公路－葵涌段並沒有直接道路來往西隧，因此本線新界方向需要途徑長沙灣新區前往青山公路，即使沿途（深旺道及興華街西）設有巴士站，但是本線在開辦初期並沒有設站。隨着長沙灣新區的地區發展導致過海通勤需求上升，再加上深水埗區一直缺乏直達西隧的巴士路線。因此2017年尾開始在長沙灣新區設站，由於新增的車站是西隧以後的首個車站，再加上九巴大力宣傳本線直達長沙灣（但卻未有宣傳本路線主要服務的北葵涌），因此吸引了不少長沙灣新區居民乘搭。然而，對北葵涌居民而言，卻造成行車時間增加。
此外，原沒有長沙灣設站的936A線，在2020年5月因應中九龍幹線建造工程改經位於長沙灣新區的興華街西前往連翔道，一直爭取936線提升至全日服務的民主黨區議員袁海文及鄒穎恒，使藉此機會爭取936A線在四小龍加站，結果在同年11月落實相關安排。此舉引起北葵涌居民甚至是同屬民主黨成員的北葵涌區議員的大力抨擊，認為此舉有如「打劫」。
因此，至今本線是否應該繼續途徑長沙灣新區來往西隧，有關問題一直存在爭議。
另外，由於北葵涌沒有全日過海巴士線，不少區議員均多次提議將此線提升至全日服務。雖然九巴對此抱持積極開放的態度，但運輸署則有所保留，以加劇路面擠塞為由，否決有關建議。

### 引用
1. ↑  . 九巴. 2014-06-06  [2020-05-19]. （原始内容存档于2019-12-12） （中文（香港））.
2. ↑  . 九巴. 2015-03-21  [2020-08-31]. （原始内容存档于2020-11-01） （中文（香港））.
3. ↑  . 九巴. 2015-05-10  [2020-05-19]. （原始内容存档于2021-03-03） （中文（香港））.
4. ↑   (PDF). 九巴. 2015-07-23  [2020-05-19]. （原始内容 (PDF)存档于2015-07-23） （中文（香港））.
5. ↑  . 九巴. 2015-07-23  [2020-05-19]. （原始内容存档于2019-12-17） （中文（香港））.
6. ↑  . 運輸署. 2015-07-17  [2020-05-19]. （原始内容存档于2020-08-11） （中文（香港））.
7. ↑   (PDF). 九巴. 2016-01-12  [2020-05-19]. （原始内容存档 (PDF)于2020-09-27） （中文（香港））.
8. ↑  . 運輸署. 2017-11-24  [2020-05-19]. （原始内容存档于2020-08-11） （中文（香港））.
9. ↑  . 九巴. 2017-12-01  [2020-05-19]. （原始内容存档于2020-02-03） （中文（香港））.
10. 1 2 3  . 運輸署. 2018-10-16  [2020-07-06]. （原始内容存档于2020-09-27） （中文（香港））.
11. ↑   (PDF). 九巴. 2018-10-22  [2020-05-19]. （原始内容存档 (PDF)于2018-10-19） （中文（香港））.
12. ↑   (PDF). 九巴. 2018-10-22  [2020-05-19]. （原始内容存档 (PDF)于2018-10-19） （中文（香港））.
13. ↑   (PDF). 九巴. 2018-10-22  [2020-05-19]. （原始内容存档 (PDF)于2020-09-27） （中文（香港））.
14. 1 2  麥馬高. . 香港獨立媒體網. 2018-10-27  [2020-05-20]. （原始内容存档于2018-10-28） （中文（香港））.
15. ↑   (PDF). 九巴. 2019-04-07  [2020-05-19]. （原始内容存档 (PDF)于2019-03-28） （中文（香港））.
16. ↑  . 運輸署. 2019-05-19  [2020-05-21]. （原始内容存档于2020-10-01） （中文（香港））.
17. ↑   (PDF). 運輸署. 2019-05-20  [2020-05-21]. （原始内容存档 (PDF)于2021-01-26） （中文（香港））.
18. ↑   (PDF). 九巴. 2019-05-20  [2020-05-21]. （原始内容存档 (PDF)于2020-09-28） （中文（香港））.
19. ↑  . 運輸署. 2020-11-24  [2020-11-24]. （原始内容存档于2021-02-26） （中文（香港））.
20. ↑  . 運輸署. 2021-08-20  [2021-08-20]. （原始内容存档于2021-08-20） （中文（香港））.
21. ↑   (PDF). 九巴.   [2022-05-05]. （原始内容存档 (PDF)于2022-05-11） （中文（香港））.
22. ↑   (PDF). 九巴. 2023-03-29  [2023-03-30]. （原始内容存档 (PDF)于2023-09-28） （中文（香港））.
23. ↑   (PDF). 九巴. 2023-06-20  [2023-06-20]. （原始内容存档 (PDF)于2023-10-07） （中文（香港））.
24. ↑   (PDF). 九巴. 2024-03-18  [2024-03-18]. （原始内容存档 (PDF)于2024-03-20） （中文（香港））.
25. ↑   (PDF). 九巴. 2025-05-29  [2025-05-30] （中文（香港））.
26. ↑  . ACROSS 14. 2017-08-18  [2020-05-19]. （原始内容存档于2022-01-02） （英语）.
27. ↑   (PDF). 葵青區議會. 2015-01  [2020-05-19]. （原始内容存档 (PDF)于2020-09-23） （中文（香港））.
28. ↑   (PDF). 運輸署. 2017-01  [2020-05-21]. （原始内容存档 (PDF)于2020-11-07） （中文（香港））.
29. ↑   (PDF). 運輸署. 2017-12  [2020-05-21]. （原始内容存档 (PDF)于2020-11-08） （中文（香港））.
30. ↑  黃家華.  (PDF). 荃灣區議會. 2018-02-01  [2020-05-21]. （原始内容存档 (PDF)于2020-09-23） （中文（香港））.
31. ↑  .   [2024-12-06]. （原始内容存档于2024-12-06）.
32. ↑  . 北葵涌交通關注組. 2020-10-17  [2021-04-03]. （原始内容存档于2022-01-02） （中文（香港））.

### 來源
- 容偉釗. . BSI（香港）公司. ISBN 9789628414680 （中文（香港））.

## 外部連結
九巴
- 過海隧道巴士936線 （页面存档备份，存于）
- 過海隧道巴士936A線 （页面存档备份，存于）
- 過海隧道巴士936R線 （页面存档备份，存于）
- 過海隧道巴士R936線 （页面存档备份，存于）
- 過海隧道巴士936及936A線路線表 （页面存档备份，存于）

其他
- 681巴士總站－過海隧道巴士936線 （页面存档备份，存于）
- i-busnet.com－過海隧道巴士936線 （页面存档备份，存于）
- YouTube上的Hong Kong Bus KMB UZ271@936 石圍角→銅鑼灣（棉花路） 全程行車片段